# Андерсон, Джон (музыкант)
Джон Рой А́ндерсон (англ. Jon Roy Anderson; 25 октября 1944) — британский и американский певец, автор песен и музыкант, наиболее известный как бывший вокалист прогрессивной рок группы Yes, которую он создал в 1968 году вместе с басистом Крисом Сквайром. Известный своим альтовым тенором, он был участником группы на протяжении трех сроков до 2004 года, а также вокалистом связанных с Yes проектов Anderson Bruford Wakeman Howe и Yes Featuring Jon Anderson, Trevor Rabin, Rick Wakeman.
Андерсон также известен своей сольной карьерой и сотрудничеством с другими артистами, включая Вангелиса под названием Jon and Vangelis, Ройне Столта под названием Anderson/Stolt и Жан-Люка Понти под названием Anderson Ponty Band. Он также участвовал в записи альбомов King Crimson, Toto, Tangerine Dream, Iron Butterfly, Battles, Майка Олдфилда и Китаро.
Андерсон выпустил свой первый сольный альбом, Olias of Sunhillow, в 1976 году, еще будучи участником Yes, и впоследствии выпустил еще 14 альбомов в качестве сольного исполнителя. В 2017 году он был введен в Зал славы рок-н-ролла как участник группы Yes.

## Биография

### Ранние годы
Джон Рой Андерсон родился 25 октября 1944 года в Аккрингтоне, Ланкашир, Англия. Его отец Альберт был родом из Глазго, Шотландия, и служил в армии, позже работал продавцом; его мать Кэтлин имела ирландские и французские корни и работала на хлопкопрядильной фабрике, хлопок был крупнейшим экспортным товаром из Ланкашира в то время. Андерсон сказал, что они назвали его в честь английского певца, который гастролировал как «Джон Рой Мелодичный Мальчик», и шотландского имени Ройстон. В 1970 году Джон убрал из своего имени (John) букву «h», так как всегда мечтал об имени Джонатан (Jonathan). Андерсон вырос на Норфолк-стрит с братьями Тони и Стюартом и сестрой Джой. Он третий по младшести. В юности Андерсон стал поклонником нескольких музыкантов, включая Элвиса Пресли, Эдди Кокрана, Everly Brothers и Джона Хендрикса.
Андерсон посещал школу Св. Джона, где он организовывал ежедневные футбольные матчи во время обеденного перерыва. Он не был сильным учеником и вспоминал, что «всегда попадал в неприятности из-за того, что бездельничал и пел слишком громко». Там он сделал пробный старт в музыкальной карьере в возрасте 10 лет, играя на стиральной доске в скиффл-группе Little John's Skiffle Group которая исполняла песни Лонни Донегана и других. В пятнадцать лет Андерсон бросил школу после того, как его отец заболел, и сменил несколько мест работы, попробовав себя в качестве сельскохозяйственного рабочего, водителя грузовика и продавца молока чтобы помочь семье. Будучи страстным поклонником футбола, он пытался начать карьеру в Accrington Stanley FC, но при росте 1,65 метров ему отказали из-за его хрупкого телосложения. Он оставался фанатом клуба и был бол-боем и талисманом команды в течение одного года.

### Начало музыкальной карьеры: 1962–1968: The Warriors и ранние синглы
Поначалу у Андерсона не было особого желания стать певцом, пока его брат Тони не занялся пением и не присоединился к Warriors , местной группе, также известной как Electric Warriors. После того, как один из бэк-вокалистов покинул группу, Андерсон занял его место и обнаружил, что музыка доставляет больше удовольствия и является лучшим выбором за деньги, чем физический труд. Группа в основном исполняла кавер-версии песен нескольких исполнителей, включая Beatles, и выступала в Ланкашире и клубах Германии более года. Андерсона можно услышать в их первых двух записанных песнях, «You Came Along» и «Don't Make Me Blue», выпущенных в 1965 году. После того, как Warriors распались в Германии в конце 1967 года, группа вернулась в Англию, а Андерсон остался. Он ненадолго стал певцом в Gentle Party, группе из Болтона, которая была в Германии.
Вернувшись в Лондон в марте 1968 года, Андерсон встретил Джека Барри, владельца питейного заведения La Chasse в Сохо, который подружился с остальными участниками Warriors после того, как они переехали в город. Не имея денег и жилья, Барри позволил Андерсону и клавишнику и вокалисту Warriors Брайану Чэттону остаться у него. Андерсон помогал, работая в La Chasse; в это время он записал пару песен под псевдонимом Ганс Кристиан, но ни одна из песен не имела успеха.

### 1968–1980: Формирование Yes и начало сольной карьеры

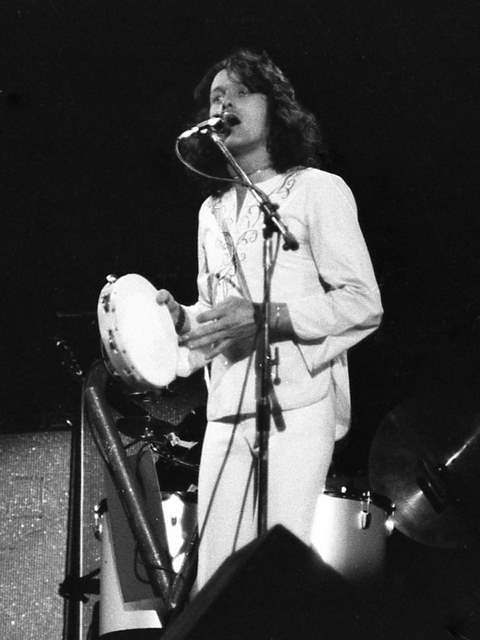
Андерсон выступает с Yes в 1973 году.

В мае 1968 года Барри познакомил Андерсона с Крисом Сквайром, басистом лондонской рок-группы Mabel Greer's Toyshop, в которую ранее входил гитарист Питер Бэнкс. Они поговорили Они обнаружили, что у них есть общие музыкальные интересы, включая Simon & Garfunkel, The Association и вокальные гармонии. В последующие дни они создали песню «Sweetness», которая позже была записана для первого альбома Yes. После этого Андерсон оказался ведущим вокалистом на некоторых концертах Mabel Greer, и начались переговоры о формировании новой постоянной группы. В июне 1968 года Андерсон и Сквайр наняли Билла Бруфорда. Месяц спустя был сформирован состав Андерсона, Сквайра, Бруфорда, Бэнкса и клавишника Тони Кэя, с которым Андерсон познакомился в Лестере за четыре года до этого. Затем они переименовали себя в Yes, изначально это была идея Бэнкса. Первое выступление Андерсона с Yes состоялось 3 августа 1968 года в молодежном лагере в Ист-Мерсеа в Эссексе. Их дебютный альбом Yes был выпущен в июле 1969 года. 
Хотя у группы не было формального лидера, Андерсон был её главной движущей силой в ранние дни, он занимался в основном организацией концертов и был автором большинства их песен. Он сыграл ключевую роль в инициировании их более амбициозных художественных идей, выступая в качестве главного вдохновителя некоторых из самых популярных песен группы, включая «Close to the Edge», «The Gates of Delirium» и «Awaken», и концепции их двойного концептуального альбома Tales from Topographic Oceans (1973).
Несмотря на изначальное отсутствие у него инструментальных навыков, Андерсон активно участвовал в выборе последующих участников Yes, выбранных по признаку их музыкальности — гитариста Стива Хау (который заменил Бэнкса в 1970 году), последовательных замен Кея Риком Уэйкманом и Патриком Моразом, а также барабанщика Алана Уайта, который заменил Бруфорда в 1972 году.
Амбициозный и прозванный «Наполеоном» остальными участниками группы, Андерсон также любил звуковые и психологические творческие эксперименты, и таким образом способствовал иногда конфликтным отношениям внутри группы и с менеджментом. Примером этого было его изначальное желание записать Tales from Topographic Oceans посреди леса. Когда группа проголосовала за запись в студии, он решил разложить сено и фигурки животных по всей студии, чтобы создать атмосферу. Андерсон описал тур в поддержку альбома как одну из худших точек своей карьеры, так как часть аудитории и группы были недовольны альбомом.
В дополнение к Yes, Андерсон появился в качестве приглашенного певца на Lizard группы King Crimson для «Prince Rupert Awakes», первой части их 23-минутного заглавного трека, записанного в 1970 году. Он был выбран на эту роль, поскольку желаемый вокальный диапазон был недостижим для тогдашнего ведущего вокалиста группы Гордона Хаскелла. Андерсон вспоминал: «Они записывались неподалёку, я был просто очарован их музыкой». В 1974 году Андерсон написал «Pearly Gates» совместно с барабанщиком Iron Butterfly Роном Буши для альбома группы Scorching Beauty. Затем последовало его первое сотрудничество с греческим музыкантом Вангелисом, где он пел в «So Long Ago, So Clear», последней части «Heaven and Hell Part I» на его альбоме 1975 года Heaven and Hell.

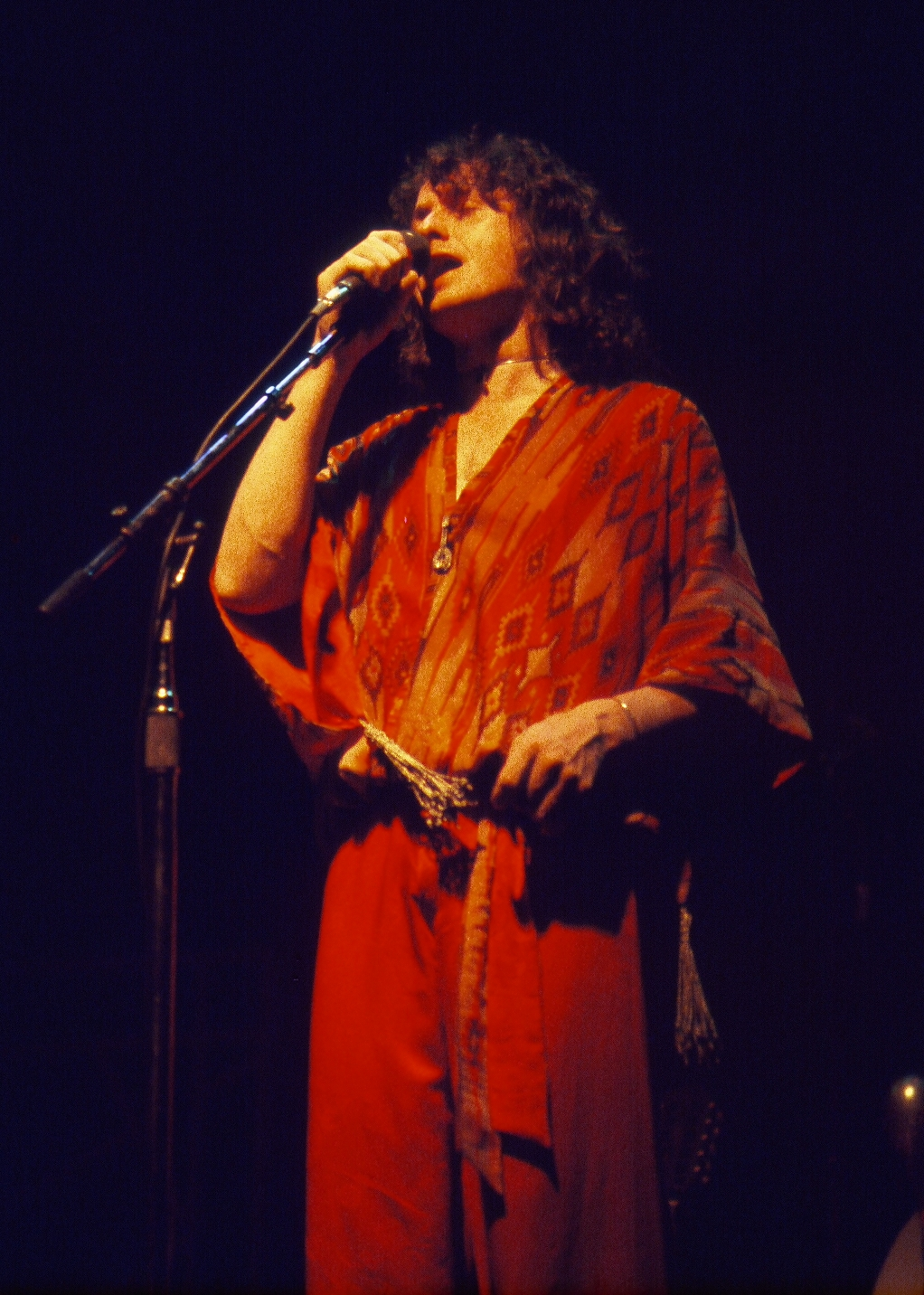
Андерсон поёт на концерте Yes в 1977 году.

В августе 1975 года Yes взяли длительный перерыв, чтобы каждый участник выпустил по студийному альбому. Андерсон выбрал концептуальный альбом Olias of Sunhillow, рассказывающий об инопланетной расе, состоящей из четырех племен, и их путешествии на новую планету, поскольку их планета находится под угрозой уничтожения. Олиас, один из трех главных героев, строит Moorglade Mover, летательный аппарат, состоящий из живых организмов, чтобы доставить всех на новый дом. Андерсон черпал вдохновение в научно-фантастических и фэнтезийных романах, произведениях Дж. Р. Р. Толкина, книге The Initiation of the World Веры Стэнли Олдер, а также в художественном оформлении альбома Yes Fragile. Он записал альбом в своем гараже за шесть месяцев, научившись самостоятельно играть на всех инструментах, включая несколько видов ударных, струнных и перкуссионных инструментов, связанных с мировой или этнической музыкой, что в первоначальном виде заняло до 120 дорожек. Андерсон счел этот опыт ценным в познании музыки. Atlantic Records выпустила альбом в июле 1976 года, и он достиг 8 места в Великобритании и 47 места в США.
Между 1976 и 1979 годами Андерсон записал Going for the One и Tormato с Yes и завершил их туры в поддержку альбома. В феврале 1979 года он снова встретился с Вангелисом, чтобы начать запись как Jon and Vangelis. Выпущенный в январе 1980 года, их первый альбом Short Stories занял 4-е место в Великобритании. 
В октябре 1979 года Андерсон отправился в Париж, чтобы записать новый альбом Yes. Прогресс затормозился в начале сессий из-за споров о музыкальном направлении группы. Материал, подготовленный Андерсоном и Уэйкманом, не был встречен с энтузиазмом их товарищами по группе, которые начали записывать треки без них. Они появились на альбоме Yes Drama. «Очень быстро», вспоминал Андерсон, «настроение изменилось с энтузиазма на разочарование, а затем и на полную растерянность». Ситуация не улучшилась, когда они снова собрались в феврале 1980 года, и Андерсон и Уэйкман ушли в следующем месяце. Их заменили Тревор Хорн и Джеффри Даунс из Buggles.

### 1980–1990: Сольная карьера, возвращение в Yes и ABWH
После того, как он заключил контракт на запись с Virgin Records, Андерсон уехал на юг Франции, чтобы написать материал для сольного альбома. Его предложения об альбомах, основанных на русско-французском художнике Марке Шагале и книге A True Fairy Tale Дафны Чартерс, не были с энтузиазмом восприняты руководством лейбла, которое потеряло интерес и запросило свой аванс обратно. Андерсон провел большую часть 1980 года, записывая сборник песен для Song of Seven с группой музыкантов, которых он назвал New Life Band, который Atlantic согласилась выпустить. Когда он был выпущен в ноябре, он достиг 38-го места в Великобритании и 143-го места в США. Андерсон завершил свой первый сольный тур с группой, исполнив смесь сольных песен и материала Yes в Германии и Англии.
В 1981 году Андерсон играл на концептуальном альбоме Уэйкмана 1984 и выпустил свой второй альбом с Вангелисом в июле 1981 года, The Friends of Mr Cairo. Альбом произвел два сингла, «I'll Find My Way Home» и «State of Independence»; последний стал хитом для Донны Саммер в 1982 году. В 1982 году Андерсон выпустил Animation, а в 1983 году появился в «In High Places» из Crises Майка Олдфилда.
В начале 1983 года с Андерсоном связался Фил Карсон из Atlantic Records, который предложил ему послушать запись демо-записей, которые Cinema, новая группа, сформированная из Сквайра, Уайта, Кэя и гитариста Тревора Рэбина, с Хорном в качестве продюсера, подготовила для нового альбома. Андерсона пригласили спеть ведущий вокал на альбоме и присоединиться к группе, на что он согласился. Затем Cinema сменили название на Yes, и 90125, выпущенный в ноябре 1983 года, стал самым продаваемым альбомом Yes. В 1987 году группа выпустила своего преемника, Big Generator.

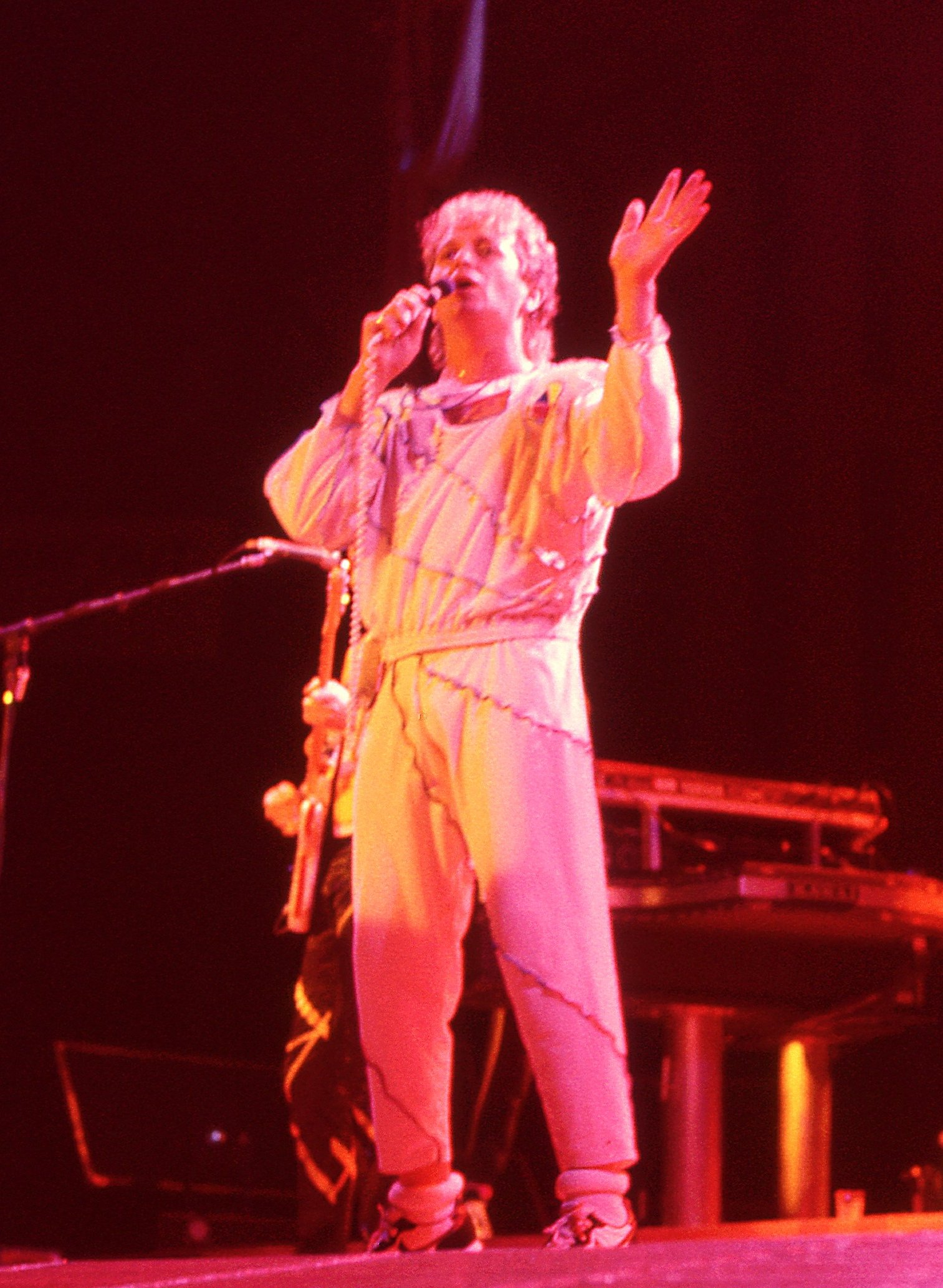
Андерсон выступает с Yes на NEC Arena, Бирмингем, 1984 год.

Андерсон появился в песне «Cage of Freedom» из саундтрека 1984 года к переизданию фильма Фрица Ланга Метрополис . В 1985 году его песня «This Time It Was Really Right» была включена в саундтрек к фильму Огни святого Эльма. Он также спел «Silver Train» и «Christie» в саундтреке к фильму Крик о помощи Джона Пола Джонса. Вместе с Tangerine Dream он появился в песне «Loved by the Sun для Legend (1985). Андерсон выпустил сольный альбом на рождественскую тематику 3 Ships (1985). В начале 1986 года Андерсон записал сингл с Майком Олдфилдом (Shine), а затем снял с ним видеоклип на Барбадосе. В течение этого года он записал несколько демо-треков, которые позже были переработаны. Он и Вангелис также начали писать новые песни и записывать демо для другого альбома. Хотя альбом не был выпущен, они выступили вместе вживую 6 ноября 1986 года. Последние три года 1980-х годов Андерсон пел в «Moonlight Desires» на альбоме Лоуренса Гоуэна Great Dirty World (1987), записал свой пятый сольный альбом In the City of Angels, пел в «Stop Loving You» на альбоме Toto The Seventh One (1988) и записал альбом, который позже был выпущен как The Lost Tapes of Opio. Он также пел в песнях «Within the Lost World» и «Far Far Cry» для альбома Джонатана Элиаса Requiem for the Americas. Через год Элиас продюсировал альбом Yes Union.
В 1988 году после тура Yes Big Generator Андерсон воссоединился с Бруфордом, Уэйкманом и Хау, чтобы сформировать Anderson Bruford Wakeman Howe (ABWH) с басистом Тони Левином. Они записали один альбом и поддержали его успешным мировым турне. 

### 1990–2004: Возвращение в Yes и сольная карьера
В 1990 году после тура ABWH ряд деловых сделок заставил ABWH воссоединиться с тогдашними участниками Yes, которые были вне поля зрения общественности в поисках нового вокалиста. Получившаяся группа из восьми человек взяла название Yes, а альбом Union (1991) был собран из различных фрагментов второго альбома ABWH, который находился в процессе работы, а также записей, над которыми Yes работали без Андерсона. Последовал успешный тур.
Джон и Вангелис выпустили свой четвертый альбом Page of Life в 1991 году. Андерсон вспоминал: «Мой последний альбом с Вангелисом. К сожалению, менеджеры опять мешали нам работать вместе». По другой версии, между ними возникла размолвка, вызванная тем, что Джон выпустил американское издание диска, внеся в него изменения и не поставив об этом в известность Вангелиса. В 1992 году Андерсон появился на альбоме Китаро Dream , добавив как тексты песен, так и вокал к трем песням: «Lady of Dreams», «Island of Life» и «Agreement». Осенью Андерсон присоединился к Китаро в его концертном туре по США, Японии и Таиланду, в ходе которого они выступали перед королевой Таиланда. Он также гастролировал по Южной Америке с группой, в которую входили его дочери Дебора и Джейд. Он появился в песне «Along the Amazon», которую он написал в соавторстве для одноименного альбома скрипача Чарли Бишарата. В 1993 году Андерсон начал работу над Change We Must, своим седьмым сольным альбомом, включающим смесь оригинальных и оркестрованных версий песен, которые он пел с Yes, Vangelis и своей сольной карьерой. В записи приняли участие музыканты Лондонской академии камерной музыки. Он был выпущен в октябре 1994 года на EMI и Angel Records.
С 1992 по 1994 год Андерсон записал альбом Yes Talk (1994). «Walls», написанный Рабином и Роджером Ходжсоном, достиг 24-го места в чарте Billboard Hot Mainstream Rock Tracks. В июле 1994 года Андерсон выпустил Deseo, сольный альбом латиноамериканской музыки. Планировалось выпустить концертный альбом под названием The Best of South America, но он не был выпущен из-за проблем с менеджментом (хотя некоторые копии уже были выпущены журналом Yes). Андерсон пел в детской видеоигре Tuneland 7th Level. Кроме того, его сын Дэмион выпустил сингл под названием «Close 2 the Hype», в котором он и Джон исполнили вокальные партии. В феврале 1994 года Андерсон по приглашению бразильского музыканта Милтона Насименто появился в качестве приглашённого вокалиста на его альбоме Angelus.
В августе 1995 года Андерсон переехал в Сан-Луис-Обиспо в Калифорнии. Его восьмой студийный альбом Angels Embrace был выпущен 26 сентября 1995 года на лейбле Higher Octave Music. Его первый преимущественно инструментальный альбом, где Джон выступил как клавишник — в основном это спокойные инструментальные композиции в стиле нью-эйдж. Затем Андерсон выпустил Toltec, концептуальный альбом, выпущенный 30 января 1996 года на Windham Hill Records, в котором рассказывается история тольтеков, «индейской концепции группы людей, которые были по всей Земле, существуя в разных культурах на протяжении веков». Альбом должен был быть выпущен в 1993 году под названием The Power of Silence, без звуковых эффектов и повествования, добавленных позже, но он был отменен из-за проблем с Geffen Records.
В середине 1990-х годов Андерсон планировал совершить тур и записаться в Китае, но отказался от этой идеи в пользу написания и записи новой музыки с Yes после того, как Уэйкман и Хау вернулись в группу. Переезд Андерсона в Сан-Луис-Обиспо повлиял на решение Yes записать их трехдневное выступление в городском театре Фремонт в марте 1996 года в рамках их последующих студийных и концертных альбомов Keys to Ascension и Keys to Ascension 2 , выпущенных в 1996 и 1997 годах соответственно. Следующий альбом Андерсона, Lost Tapes of Opio, был выпущен в 1996 году на аудиокассете через его Opio Foundation. Сборник состоял из песен, записанных с 1980-х годов, а доходы от его выпуска были переданы в ЮНИСЕФ.
Весной 1997 года Джон пригласил несколько музыкантов, играющих кельтскую фолк-музыку, для записи нового альбома. Его следующая сольная работа была записана в пабе The Frog 'n Peach Pub в городе Сан-Луис-Обиспо (Калифорния). На этом альбоме Андерсон отдаёт должное своим ирландским корням. В июне 1997 года альбом вышел под названием The Promise Ring («Обручальное кольцо» — Джон только что женился на Джейн Люттенбергер, она разделила с ним вокал на альбоме). Во время медового месяца в 1997 году Андерсон и Люттенбергер записали Earthmotherearth, за которым в 1998 году последовал альбом The More You Know, записанный в Париже с французским артистом Фрэнсисом Джоки. Андерсон появился в песне «The Only Thing I Need» группы 4Him в 1999 году; она была записана для Streams, многогруппового альбома. Трибьют-альбом Стива Хау Portraits of Bob Dylan также включал кавер-версию песни Боба Дилана «Sad Eyed Lady of the Lowlands» с вокалом Андерсона.
В 2000 году Андерсон начал работу над сиквелом альбома Olias of Sunhillow под названием The Songs of Zamran: Son of Olias. С тех пор разработка проекта замедлилась; в 2011 году он объяснил задержку тем, что альбом длится до трех часов, большую часть из которых он написал, но ему нужно дополнительное время, «чтобы понять, как правильно его воссоздать». Андерсон выразил желание выпустить интерактивный альбом с «приложением, которое позволяет людям отправляться в путешествие, выбирать новое путешествие каждый раз, когда они его открывают, и слышать его каждый раз по-другому».
Весной 2000 года Андерсон, как приглашённый вокалист, появился на альбоме Outbound группы Bela Fleck & the Flecktones. В декабре того же года он принял участие в записи альбома Captivated бас-гитариста Эдуардо Синьоре.
Весной 2002 года началась работа над следующим сольным альбомом — The Big If. В планах Андерсона было выпустить видеоигру на основе концепции альбома.
3 июня 2002 года Джон Андерсон принял участие в Нью-Йоркском проекте United We Sing — записи альбома с участием звёзд для помощи детям и супругам жертв теракта 11 сентября.
В сентябре 2004 года Yes завершили свой 35-й юбилейный тур и ушли на перерыв в четыре с половиной года. В последнюю неделю тура Андерсон страдал от стресса, астмы, бронхита и истощения.

### 2004–2009: Возобновление сольной карьеры

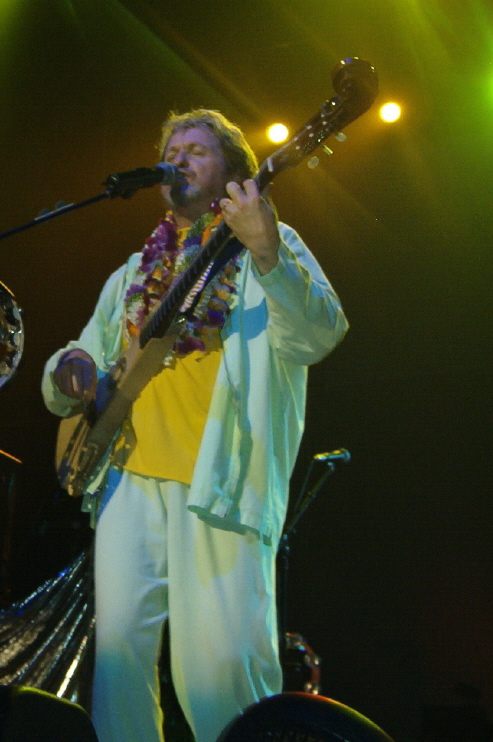
Андерсон выступает в 2003 году.

В 2004 году Андерсон выступил с Современным молодежным оркестром Кливленда и вернулся в 2010 году для второго выступления. Шоу, транслировавшееся из Вашингтона по спутниковому радио, было выпущено на DVD под названием Tour of the Universe в 2005 году. Этот релиз совпал с выпуском сингла Андерсона «State of Independence».
В 2006 году Андерсон исполнил « Roundabout» с Trans-Siberian Orchestra. Позже в том же году Андерсон и Уэйкман гастролировали по Великобритании.
31 января 2006 года после шести лет работы вышел альбом In Elven Lands: The Fellowship, на котором Джон Андерсон в числе других музыкантов, представлял музыку, вдохновлённую творчеством Джона Рональда Руэла Толкина. Среди шестнадцати композиций альбома, выполненных в стилизации под средневековую европейскую музыку, вокал Андерсона присутствует в четырёх песнях, две из которых он исполняет на английском и две — на эльфийском языках.
В ноябре 2007 года Джон Андерсон в рамках европейского турне посетил Санкт-Петербург и Москву. В своей программе он исполнил известные песни группы Yes и композиции, написанные им совместно с Вангелисом. В это же время он активно участвовал в проекте Paul Green’s School Of Rock, созданном для продвижения молодых рок-музыкантов.
В мае 2008 года с острым приступом астмы Андерсон попал в больницу и несколько дней провёл в коме, ему поставили диагноз дыхательной недостаточности. Лечащий врач настоятельно рекомендовал Джону отказаться от занятий пением, по крайней мере на несколько месяцев. В связи с этим было отменено запланированное мировое турне, приуроченное к сорокалетию группы. В сентябре того же года остальные участники коллектива (Стив Хау, Крис Сквайр и Алан Уайт) приняли решение отправиться в турне с другим вокалистом, подчёркнув, что речь не идёт о замене Андерсона в постоянном составе группы. Джон Андерсон через свой сайт выразил отрицательное отношение к этому решению коллег и начал готовить к выпуску серию сольных проектов с другими музыкантами, в частности, со Стивеном Лэйтоном.

### 2010–2024: сольное творчество, совместные проекты, Yes feat. ARW, True

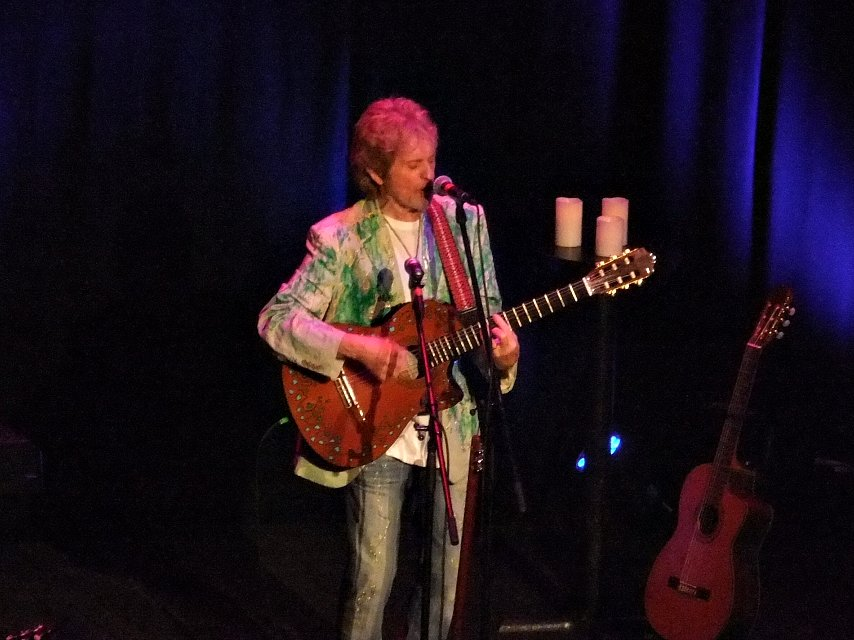
Андерсон выступает в 2012 году во время сольного тура.

В 2010 году Андерсон и Уэйкман возобновили гастроли как Anderson/Wakeman и выпустили свой первый совместный альбом The Living Tree. В июне 2011 года Андерсон выпустил свой четырнадцатый сольный альбом Survival & Other Stories. Он пригласил людей присылать ему музыку в Интернете и использовал их в качестве основы для нового материала. В октябре 2011 года Андерсон выпустил сингл под названием Open.
С 2014 по 2016 год Андерсон сотрудничал со скрипачом и композитором Жаном-Люком Понти под названием Anderson Ponty Band. Дуэт гастролировал с группой поддержки с 2014 по 2016 год и выпустил концертный альбом и DVD Better Late Than Never. 
Во время сотрудничества с Понти Андерсон также работал над студийным альбомом со шведским гитаристом и автором песен Ройне Столтом. Их альбом Invention of Knowledge был выпущен в 2016 году, и в нем в качестве дополнительных музыкантов приняли участие различные участники группы Столта Flower Kings. В январе 2016 года Андерсон объявил о формировании Anderson, Rabin and Wakeman, новой группы, сформированной вместе с Тревором Рэбином и Риком Уэйкманом, с намерением гастролировать и записывать новый материал. Они завершили два концертных тура и выпустили концертный альбом в сентябре 2018 года. Была предпринята попытка записать студийный альбом с новым материалом, но она не была завершена. Группа распалась к 2020 году.
В апреле 2017 года Yes были включены в Зал славы рок-н-ролла. Андерсон выпустил свой сольный альбом 1000 Hands: Chapter One в марте 2019 года. Он начал его почти 30 лет назад и назвал альбом соответствующим образом из-за множества музыкантов, которые в нем играют, включая Стива Хау, Жана-Люка Понти, Чика Кориа и Билли Кобэма.
В мае 2024 года Андерсон подтвердил предстоящий выпуск нового сольного альбома из 9 треков под названием True, записанного с The Band Geeks (с которыми он гастролировал по Америке с 2023 года). True был выпущен 23 августа 2024 года на лейбле Frontiers Records. Альбом содержит несколько работ в более длинной форме, включая девятиминутную «Counties And Countries» и шестнадцатиминутную «Once Upon A Dream». Ему предшествовали два сингла: «Shine On», который был выпущен с сопровождающим видео 13 июня 2024 года  и «True Messenger», который был выпущен с сопровождающим видео 29 июля 2024 года.

## Вокал и лирика
Голос Андерсона часто называют «ангельским». Несмотря на то, что сам он называет себя альт-тенором, вокальная партия Джона в композиции «Owner of a Lonely Heart» является примером так называемой техники «смешанного голоса» (известного также как микст): верхний (головной) регистр (англ. head voice) (фальцет) и нижний (грудной) регистр (англ. chest voice) (разговорный голос) постепенно смешиваются. Чем выше голос, тем больше слышен фальцет и меньше — нижний регистр, и наоборот. На пике высоты голоса («yeeows» перед гитарным соло) используется уже исключительно фальцет. Другие известные вокалисты, использовавшие эту технику: Стивен Тайлер (Aerosmith), Хью Вилсон (Vertigo), Стинг, Бобби Кимболл (Toto).
Именно Андерсон ответственен за большинство стихов и тем мистического содержания в творчестве Yes. Эти элементы стали неотъемлемой частью группы, отталкивая, в свою очередь, некоторых музыкантов, более всего Бруфорда и Уэйкмана. Возможно, это стало одной из причин, по которым они в своё время оставили группу. Тексты песен часто пишутся под впечатлением от прочитанных Андерсоном книг: от «Войны и Мира» Льва Толстого до «Сиддхартхи» Германа Гессе. Сноска о священных книгах Шастр в «Автобиографии йога» Парамахансы Йогананды вдохновила на создание целого двойного альбома Tales from Topographic Oceans (1973). Частыми темами в лирике являются природа (в частности, энвайронментализм), пацифизм и почитание Солнца.
Символизм и экспрессия в стихах Андерсона в сочетании с синтаксической свободой английского языка порождают широчайший спектр толкований, что особенно ощутимо при переводах текстов Джона на другие языки. Хотя сам он неоднократно заявлял, что его стихи — просто сопровождение к музыке и никакого «скрытого смысла» в них нет, это не останавливает пытливых фанатов от нескончаемого обсуждения лирики Андерсона. Андерсон в другом месте сказал, что его тексты песен созданы не столько с литературным намерением, сколько для добавления тона и текстуры к музыке, и его работы часто используют ассонансы и акцент на открытых гласных для этого эффекта.

## Личная жизнь

#### Семья
Андерсон женился на Дженнифер Бейкер 22 декабря 1969 года; они развелись в 1995 году. У них трое детей: Дебора (родилась в 1970 году), Дэмион (р. 1972) и Джейд (р. 1980). Дебора — фотограф и пела на сольных альбомах своего отца Song of Seven (1980), Anderson Bruford Wakeman Howe (1989) и Angel Milk (2005) французской электронной группы Télépopmusik. Ей посвящена песня Deborah дуэта Jon and Vangelis. Дэмион — музыкант и произнес последние строки в песне Yes «Circus of Heaven» на Tormato (1978), когда ему было шесть лет. Он выпустил EP Close to the Hype (1994) со своим отцом. Рождение Джейд отмечено в песне ее отца "Animation" на его одноименном альбоме. Она пела бэк-вокал на многих его более поздних альбомах и выпустила сольный альбом в Японии.
В 1997 году Андерсон женился на американке Джейн Люттенбергер. Шафером на церемонии был барабанщик группы Yes Алан Уайт. В 2009 году Андерсон стал гражданином Америки. 
Его крестницей была Ариана Форстер, более известная как Ари Ап, солистка группы Slits. 
Он болеет за футбольный клуб «Манчестер Юнайтед». 

#### Здоровье и духовность
В 1960-х и 1970-х Андерсон курил. Сейчас он ведет более здоровый образ жизни, особенно в последние годы жизни, принимая витаминные добавки и медитируя. В середине 1970-х Андерсон стал вегетарианцем, как и большинство участников Yes; однако в одном из интервью он заявил: «Какое-то время я был вегетарианцем, но потом перерос это. Но я питаюсь очень здоровой пищей». 16 августа 2006 года в интервью на Шоу Говарда Стерна Андерсон сказал, что иногда ест мясо, в основном рыбу. В интервью он также заявил, что у него есть духовный наставник, который «помог ему увидеть четвертое измерение». Перед выступлениями он часто медитирует в палатке с кристаллами и ловцами снов - эту практику он начал в 1980-х годах. Религиозные убеждения Андерсона синкретичны и разнообразны.
13 мая 2008 года у Андерсона случился сильный приступ астмы, из-за чего ему пришлось лечь в больницу. Согласно информации на сайте Yes, позже он был «дома и спокойно отдыхал». Запланированный на лето 2008 года тур Yes был отменен, а в пресс-релизе говорилось: «Джон Андерсон был госпитализирован в прошлом месяце после перенесенного тяжелого приступа астмы. Ему был поставлен диагноз «острая дыхательная недостаточность», и врачи посоветовали ему отдыхать и не работать в течение как минимум шести месяцев». Дальнейшие проблемы со здоровьем продолжались в течение 2008 года, в результате чего Yes навсегда заменили Андерсона вокалистами Бенуа Давидом (2009-2012) и Джоном Дэвисоном (2012-по настоящее время). В начале 2009 года он снова начал петь. 

#### Почести
14 мая 2021 года астероид 48886 Jonanderson, открытый астрономами в рамках исследования астероидов OCA-DLR во Франции, был назван в его честь.

## Дискография
- Сольные работы:
  - Olias of Sunhillow (1976)
  - Song Of Seven (1980)
  - Animation (1982)
  - 3 Ships (1985)
  - In The City of Angels (1988)
  - Deseo (1994)
  - Change We Must (1994)
  - The Deseo Remixes (1995) — ремиксы на композиции альбома Deseo
  - Angels Embrace (1995)
  - Toltec (1996)
  - Lost Tapes of Opio (1996)
  - The Promise Ring (1997)
  - Earth Mother Earth (1997)
  - The More You Know (1998)
  - Survival & Other Stories (2011)
  - Open (2011) — цифровой сингл
  - 1000 Hands: Chapter One (2019)
  - True (2024)
- В составе группы The Fellowship:
  - In Elven Lands: The Fellowship (2006)
- Совместно с Вангелисом в составе Jon and Vangelis:
  - Short Stories (1980)
  - The Friends of Mr. Cairo (1981)
  - Private Collection (1983)
  - The Best of Jon & Vangelis (1984) — сборник
  - Page of Life (1991)
  - Chronicles (1994) — сборник
  - Page Of Life (1998) — альтернативная версия, не одобренная Вангелисом
- Совместно с Kitaro:
  - Dream (1992)
- Совместно с Риком Уэйкманом:
  - The Living Tree (2010)
- Совместно с Петером Махайдиком:
  - Namah (2008)
- DVD:
  - Tour of the Universe (2005)
- Совместно с Жан-Люком Понти в составе Anderson Ponty Band:
  - Better Late Than Never (2015)

## Позиции в рейтингах

### Альбомы
| Альбомы в списках Billboard | Альбомы в списках Billboard | Альбомы в списках Billboard | Альбомы в списках Billboard |
| Год                         | Альбом                      | Список                      | Позиция                     |
| --------------------------- | --------------------------- | --------------------------- | --------------------------- |
| 1976                        | Olias Of Sunhillow          | Pop Albums                  | 47                          |
| 1981                        | Song Of Seven               | Pop Albums                  | 143                         |
| 1982                        | Animation                   | Pop Albums                  | 176                         |
| 1986                        | Three Ships                 | The Billboard 200           | 166                         |
| 1994                        | Change We Must              | Top Classical Crossover     | 8                           |
| 1997                        | The Promise Ring            | Top World Music Albums      | 15                          |

### Синглы
| Синглы в списках Billboard | Синглы в списках Billboard | Синглы в списках Billboard | Синглы в списках Billboard |
| Год                        | Сингл                      | Список                     | Позиция                    |
| -------------------------- | -------------------------- | -------------------------- | -------------------------- |
| 1982                       | Olympia                    | Mainstream Rock            | 47                         |
| 1984                       | Cage of Freedom            | Mainstream Rock Tracks     | 17                         |